# Pollein
Pollein (arpità Polèn) és un municipi italià, situat a la regió de Vall d'Aosta. L'any 2007 tenia 1.451 habitants. Limita amb els municipis d'Aosta, Brissogne, Charvensod, Quart, Saint-Christophe

## Administració

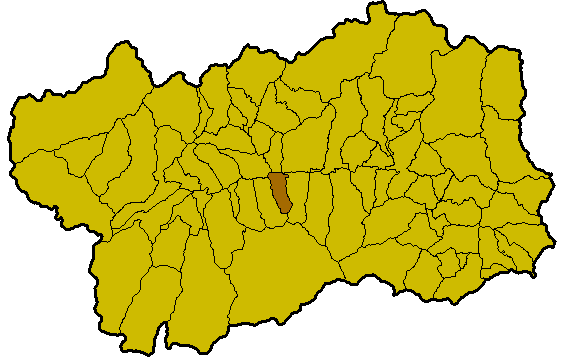
Situació de Pollein a la Vall

| Període | Identitat    | Partit        |
| ------- | ------------ | ------------- |
| 2005-   | Paolo Gippaz | Llista cívica |